# Elizabeth Fee

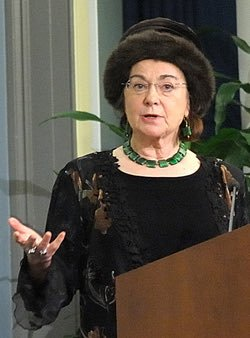
Elizabeth Fee (2018)

Elizabeth Fee, auch Liz Fee (geboren am 11. Dezember 1946 in Belfast; gestorben am 17. Oktober 2018 in Bethesda), war eine irische Historikerin für Wissenschaft, Medizin und Gesundheit. Sie leitete die Abteilung Medizingeschichte der Nationalbibliothek für Medizin der Vereinigten Staaten.

## Leben
Elizabeth Fee wurde als Tochter von Deirdre und John Fee geboren. Ihre Eltern waren methodistische Missionare. Ab dem Alter von fünf Monaten reisten ihre Eltern mit ihr nach China, Malaysia, Indien, Ägypten und durch ganz Europa. Nachdem sie in China an Scharlach erkrankt war, verlor sie auf einem Ohr ihr Gehör. In ihren Teenagerjahren kehrte die Familie nach Nordirland zurück, wo Fee die Schule besuchte.
Fee studierte Biologie an der University of Cambridge und schloss mit Auszeichnung ab. 1968 erhielt sie ein Fulbright-Stipendium und ging zum Studium bei Thomas Kuhn an die Princeton University. Sie erwarb zwei Master-Abschlüsse und promovierte 1978 im Fachgebiet Wissenschaftsgeschichte. Ihre Dissertation, die sich auf viktorianische Publikationen stützte, trug den Titel Science and the „Woman Question“ 1860–1920. Von 1974 bis 1995 unterrichtete Fee an der Johns Hopkins School of Public Health in Baltimore, wo sie ihre spätere Frau, Mary Garafolo, kennenlernte. Sie heirateten 2005 in Vancouver. Elizabeth Fee starb am 17. Oktober 2018 an den Folgen einer Amyotrophen Lateralsklerose (ALS) in Bethesda.

## Wissenschaftliche Laufbahn
Elizabeth Fee unterrichtete zunächst Wissenschafts- und Medizingeschichte an der State University of New York in Binghamton. Ihre neu eingeführten Kurse zur menschlichen Sexualität wurden kritisch aufgenommen. Von 1974 bis 1955 arbeitete Fee an der Johns Hopkins School of Public Health im Bereich Gesundheitswissenschaften, Globale Gesundheit und Gesundheitspolitik. Sie engagierte sich innerhalb der feministischen Bewegung und der marxistischen Gesundheitsbewegung. In den 1990er Jahren war sie Mitgründerin des nach Henry Sigerist benannten Sigerist Circle, der Aspekte von Klasse, Rasse und Geschlecht in Medizingeschichte und Öffentliche Gesundheit untersuchte und war an der Gruppe Spirit of 1848 Caucus an der American Public Health Association beteiligt, die den Einfluss von Ethnizität, Gender, Alter und Sexueller Identität auf die öffentliche Gesundheit thematisierten.
Im Jahr 1990 übernahm sie die Geschichtsredaktion des American Journal of Public Health (AJPH). 1994 gab sie zusammen mit Nancy Krieger den Band Women’s Health, Politics, and Power: Essays on Sex/Gender, Medicine, and Public Health heraus. Sie war Mitherausgeberin von AIDS: The Burdens of History (1988) und AIDS: The Making of a Chronic Disease (1992) zusammen mit Daniel Fox. Ihre Arbeit prägte maßgeblich das akademische Verständnis für Gesundheit und Wohlbefinden von Menschen, die sich als LGBTQ+ identifizierten.
Fee wurde insbesondere durch ihre Arbeiten zur Dokumentation und Analyse der Geschichte von HIV/AIDS bekannt. Der Historiker Theodore M. Brown hob hervor, dass Elizabeth Fee sich für schutzbedürftige Menschen, deren Bedürfnisse und Rechte eingesetzt habe. Sie publizierte knapp dreißig Bücher und Hunderte von Artikeln zu Themen wie der rassifizierten Behandlung von Syphilis, der Geschichte der Zahnbürste und Bioterrorismus. Während ihrer Zeit an der Johns Hopkins schrieb sie eine Geschichte der School of Public Health: Disease and Discovery: A History of the Johns Hopkins School of Hygiene and Public Health, 1916–1939. Das Werk gilt als die erste Geschichtsbetrachtung einer Institution öffentlicher Gesundheit und dokumentiert die technokratischen Machtstrukturen in diesem Bereich. Im Jahr 1991 veröffentlichte sie zusammen mit Roy Acheson eine Geschichte der Gesundheitserziehung unter dem Titel A History of Education in Public Health: Health that Mocks the Doctors’ Rules.
Ab 1995 leitete Elizabeth Fee die Abteilung Medizingeschichte der National Library of Medicine der National Institutes of Health in Bethesda. Dort war sie an der Umstrukturierung der Organisation beteiligt, die in drei Abteilungen gegliedert wurde: Seltene Bücher und frühe Manuskripte, Bilder und Archive und das Ausstellungsprogramm. In den 2000er Jahren wurde sie eine der Führungskräfte der Global Health Histories, einer Gruppe, die von der Rockefeller Foundation und der Weltgesundheitsorganisation gegründet worden war, um öffentliche Gesundheitsinitiativen des 20. Jahrhunderts zu analysieren. Daraus entstand das Buch The World Health Organization: A History, das sie zusammen mit Marcos Cueto und Theodore M. Brown verfasste. Im Jahr 2011 wurde sie Chefhistorikerin der National Library of Medicine. Kurz vor ihrem Tod im Jahr 2018 ging Fee in den Ruhestand und arbeitete als unabhängige Forscherin weiter. Ihr Einfluss im Gebiet der Geschichte des öffentlichen Gesundheitswesens wurde u. a. im American Journal of Public Health mehrfach gewürdigt.

## Auszeichnungen
- Regents Award der Nationalbibliothek für Medizin[1]
- 2019: Arthur J. Viseltear Prize der Medical Care Sektion der  American Public Health Association[11]

## Publikationen (Auswahl)

### Anthologien
- mit Daniel M. Fox: AIDS: The Burdens of History. University of California Press, Berkeley 1988, ISBN 978-0-520-06395-2.
- mit Daniel M. Fox: AIDS: The Making of a Chronic Disease. University of California Press, Berkeley 1992, ISBN 978-0-520-07569-6.
- mit Nancy Krieger: Women’s Health, Politics, and Power: Essays on Sex/Gender, Medicine, and Public Health. 1. Auflage. Baywood Publishing, Amityville, New York 1994, ISBN 978-0-89503-120-4. 2. Auflage, Routledge 2020.
- mit Theodore M. Brown, American Public Health Association: The APHA: 125 years old – and approaching the Millennium. Reihe: APHA Reprint Series. Band 1. American Public Health Association, Washington, D. C. 1997.
- mit Theodore M. Brown: Making Medical History: The Life and Times of Henry E. Sigerist. Johns Hopkins University Press, Baltimore 1997, ISBN 978-0-8018-5355-5.
- mit Theodore M. Brown, American Public Health Association: Conflict and controversy: From medical care policy to the politics of environmental health. Reihe: APHA Reprint Series. Band 2. American Public Health Association, Washington, D. C. 1998.
- Henry E. Sigerist: Civilization and Disease. Neu herausgegeben und bearbeitet von Elizabeth Fee. Cornell University Press, Ithaca 2018, ISBN 978-0-8434-0093-9.

### Monografien
- Science and the „Woman Question“, 1860–1920: A Study of English Scientific Periodicals. Hochschulschrift. University Microfilms International, Ann Arbor, Michigan 1978.
- Disease and Discovery: A History of the Johns Hopkins School of Hygiene and Public Health, 1916–1939. Johns Hopkins University Press, Baltimore 1987, ISBN 978-0-8018-3460-8.
- mit Roy M. Acheson: A History of education in public health: Health that mocks the doctors’ rules. Oxford University Press, Oxford 1991, ISBN 978-0-19-261757-6.
- mit Linda Shopes und Linda Zeidman: The Baltimore Book: New Views of Local History. Temple University Press, Philadelphia 1991, ISBN 978-0-87722-817-2.
- mit Steven H. Corey: Garbage! The history and politics of trash in New York City. New York Public Library, New York 1994, ISBN 978-0-87104-437-2.
- mit Anne Harrington, Theodore M. Brown: Emotions and Disease: An exhibition at the National Library of Medicine. National Library of Medicine, Bethesda 1997. Online.
- mit Charles S. Marwick: Breath of Life. An exhibition that examines the history of asthma, the experiences of people with asthma, and contemporary efforts to understand and manage the disease. National Library of Medicine, National Institutes of Health, U.S. Dept. of Health and Human Services, Bethesda 2001. Volltext in archive.org.
- Changing the face of medicine: Celebrating America's women physicians. National Library of Medicine, National Institutes of Health, Bethesda 2004.
- mit Marcos Cueto, Theodore M. Brown: The World Health Organization: A History. Reihe: Global Health Histories. Cambridge University Press, Cambridge 2019, ISBN 978-1-108-72884-3.

### Artikel
- mit Nancy Krieger: Social Class: The Missing Link in U.S Health Data. In: The International Journal of Social Determinants of Health and Health Services. Band 24, Nr. 1/1994, doi:10.2190/2JG7-YMD5-WCP2-XXN, S. 25–44.
- mit Nancy Krieger: The Emerging Histories of AIDS: Three Successive Paradigms. In: History and Philosophy of the Life Sciences. Band 15, 1993. S. 459–487.
- mit Theodore M. Brown: Preemptive biopreparedness: Can we learn anything from history? In: American Journal of Public Health. Band 91, Nr. 5. Mai 2001, doi:10.2105/ajph.91.5.721, S. 721–726.